# Joseph Gleeson White
Joseph William Gleeson White, né en 1851 et mort en 1898, souvent connu simplement sous le nom de Gleeson White, est un écrivain anglais spécialisé dans l'art.

## Biographie
Joseph Gleeson White est né à Christchurch, dans le Dorset, d'un père libraire, et où il fait ses études à la Christ Church School,. Alors qu'il vit à Christchurch, il héberge brièvement l'écrivain Richard Le Gallienne au cours de l'été 1888.

### Carrière
Il travaille comme journaliste et critique d'art, spécialisé dans la photographie et l'illustration. Il est aussi membre de l'Art Workers' Guild. Il s'installe à New York en 1890 où il dirige l'Art Amateur (1891-1892). Il retourne en Angleterre en 1893. 
Il est le premier rédacteur en chef du magazine The Studio, fondé par Charles Holme (en) en 1893 (bien que Lewis Hind ait occupé ce poste pendant quatre mois avant le lancement du magazine). En 1895, Holme prend lui-même la tête de la rédaction, mais Gleeson White continue de contribuer pour le restant de sa vie. Il édite également durant ses dernières années les « Ex Libris Series » ; les « Connoisseur Series » ; le « Pageant » ; et, avec Edward F. Strange, la « Cathedral Series » de Bell.
Il collabora également au magazine The Artist.

## Publications
Liste non exhaustive
Parmi les travaux publiés de Gleeson White :
- (en) Practical Designing, 1893
- (en) Salisbury Cathedral, 1896
- (en) English Illustrations in the Sixties, 1897
- (en) Master Painters of Great Britain, 18974 volumes (1897-1898)

Articles traduits :
- 1902 : Les représentations photographiques du nu dans La photographie du nu (lire en ligne sur Gallica)
- 1904 : Sur l'art photographique dans Gazette du photographe amateur n°138 (lire en ligne sur Gallica)